# Provincie Gorizia

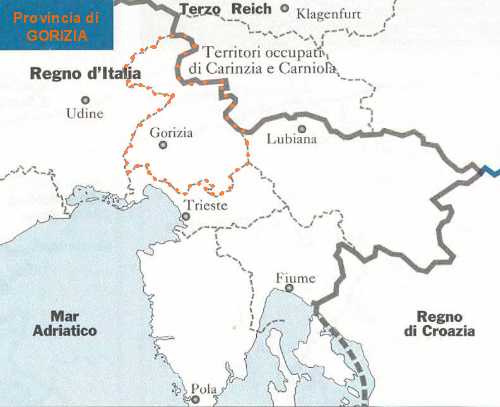
Mapa provincie Gorizia v letech 1941-1943

Gorizia (italsky Provincia di Gorizia, česky Provincie Gorice) byla provincie v italské autonomní oblasti Furlansko-Julské Benátsko, na západě sousedící s provincií Udine, na jihovýchodě s provincií Trieste a na východě se Slovinskem. Na jihu byla vymezena pobřežím Jadreského moře. Ke zrušení provincie došlo v roce 2017. V červenci 2020 začal fungovat tzv. regionální decentralizovaný orgán Gorizia (italsky ente di decentramento regionale di Gorizia, zkratka EDR Gorizia), který je územím totožný s provincií Gorizia před jejím zrušením. EDR Gorizia má obdobná práva a povinnosti, jako mívala stejnojmenná provincie. 

## Historie
Do roku 1918 tvořilo území provincie součást rakouské korunní země Gorice a Gradiška. Ta byla od podzimu 1918 okupována Itálií, jejíž součástí se stala 10. září 1919 jako součást provincie Udine. Od roku 1923 do konce 2. světové války byl jih Gorice a Gradišky součástí provincie Trieste. Roku 1927 vzniká provincie Gorizia, která však byla výrazně větší než dnešní provincie, i když až do roku 1947 byly pobřežní části součástí provincie Trieste. V letech 1935 – 1947 byla provincie Gorizia součástí oblasti Julské Benátsko a Zadar (italsky Venezia Giulia e Zara). Od 10. září 1943 do 1. května 1945 byla provincie okupována nacistickým Německem, které ji v rámci celku Adriatisches Küstenland administrativně spojilo s Korutanskem. Podle mírové smlouvy z roku 1947 byly východní části původní provincie odstoupeny Jugoslávii, v jejímž rámci se staly součástí Slovinska. Italská část pak byla v letech 1947–1963 součástí Venezia Euganea. Od 31. ledna 1963 byla provincie součástí autonomní oblasti Friuli-Venezia Giulia. 

## Okolní provincie
| Růžice kompasu |       |                   |  | Růžice kompasu |
| Růžice kompasu | Udine | Sever             |  | Růžice kompasu |
| Růžice kompasu | Udine | Provincie Gorizia |  | Růžice kompasu |
| Růžice kompasu | Udine | Jih               |  | Růžice kompasu |
| Růžice kompasu |       | Trieste           |  | Růžice kompasu |